# Втори пехотен искърски полк
Втори пехотен искърски полк е български пехотен полк, взел участие във войните за национално обединение. Има поредността на разформирания поради участие в преврата срещу княза през 1886 година Втори пехотен струмски полк.

## Формиране
Втори пехотен искърски полк е формиран на 1 март 1889 съгласно указ №11 от 19 януари 1889 г. в София и влиза в състава на 1-ва бригада от 5-а пехотна дунавска дивизия. На 10 февруари майор Иван Цончев сдава дружината си в 7-и пехотен преславски полк, за да поеме временното командване на полка. Длъжността командир на полка поема на 3 март. От март същата година е на гарнизон Ловеч, а по-късно в Русе.

### Състав
В състава на полка влизат 2-ра и 3-та дружина (наследник на 5-а орханийска дружина) от -1-ви пехотен софийски полк, като за полково знаме е избрано знамето на 3-та дружина.
- 1-ва дружина (14 офицери, 427 подофицери и войници);
- 2-ра дружина (14 офицери, 428 подофицери и войници);
- нестроева рота – 35 долни чинове.

Общо: 914 души
По това време полкът изпълнява караулни функции на по-важни обекти в столицата. През август 1889 година гарнизонът на полка се премества в Ловеч. На 24 януари 1890 година майор Иван Цончев е назначен за командир на 6-и пехотен търновски полк. По-късно командването поема полковник Георги Марчин. Към 1902 полкът е със седалище в гр. Русе. Там пребивава и през следващите три десетилетия. Казармите му са разположени близо до Дунава. Основната казармена сграда е запазена.

## Балкански войни (1912 – 1913)
При всеобщо ликуване полкът отпътува от Русе на 24 септември 1912 г. По време на Балканската война (1912 – 1913) той взема участие в боевете при Ереклер, Лозенград, Бунар Хисар, с. Серберлий, с. Орманлий. През ноември се сражава при езерото Деркос и Чаталджа. През Междусъюзническата война война участва в боевете при с. Ново корито, Княжавац и Букова глава.

## Първа световна война (1915 – 1918)
През Първата световна война (1915 – 1918) полкът влиза в състава на 1-ва бригада от 5-а пехотна дунавска дивизия.
При намесата на България във войната полкът разполага със следния числен състав, добитък, обоз и въоръжение:
| Числен състав                                                                   | Добитък   | Обоз                                                    | Въоръжение                           |
| ------------------------------------------------------------------------------- | --------- | ------------------------------------------------------- | ------------------------------------ |
| Дружини: 4 Картечни роти: 1 Офицери: 58 Чиновници: 5 Подофицери и войници: 5161 | Коне: 467 | Обикновени коли: 57 Товарни коли: 258 Специални коли: 4 | Пушки и карабини: 4186 Картечници: 4 |

Сражава се при Криволак, а от 30 ноември 1916 г. е на позиции на левия бряг на р. Черна и воюва при позициите „Борови висоти“, „Търнава“ и „Борец“.

## Между двете световни войни
На основание на предписание № 6129 от 18 ноември 1920 година в изпълнение на клаузите на Ньойския мирен договор полкът е реорганизиран във 2-ра пехотна искърска дружина. През 1928 година е формиран отново, от 2-ра допълваща дружина и от 5-а допълваща част. На 5 юни 1937 година с царска заповед №2 се преименува на 33-ти пехотен свищовски полк.

## Втора световна война (1941 – 1945)
По време на Втората световна война (1941 – 1945) полкът е мобилизиран на два пъти през 1941 и 1943 година и се намира на Прикриващия фронт. Взема участие в първия период на т.нар. „Отечествена война“ в състава на 5-а пехотна дунавска дивизия. Демобилизиран е на 6 декември 1944 година.
Полкът остава в Свищов до март 1951 г., след което е преместен в Никопол и е преименуван на 43-ти стрелкови полк. През 50-те години поделението е с военнопощенски номер 55720 и се намира в Севлиево до ликвидацьията си на 25 септември 1962 година.

## Наименования
През годините полкът носи различни имена според претърпените реорганизации:
- Втори пеши искърски полк (19 януари 1889 – 1891)
- Втори пехотен искърски полк (1892 – 18 ноември 1920)
- Втора пехотна искърска дружина (18 ноември 1920 – 1928)
- Втори пехотен искърски полк (1928 – 5 юни 1937)
- Тридесет и трети пехотен свищовски полк (5 юни 1937 – 25 септември 1962)

## Командири
Званията са към датата на заемане на длъжността.
| №  | звание        | име                 | дати                         |
| -- | ------------- | ------------------- | ---------------------------- |
| 1. | Майор         | Иван Цончев         | 3 март 1889 – 24 януари 1890 |
| 2. | Полковник     | Георги Марчин       | от 1890                      |
|    | Подполковник  | Дечко Караджов      | от 15 февруари 1890 – 1895   |
|    | Подполковник  | Иван Петров         | 1900                         |
|    | Подполковник  | Стоян Георгиев      | 1900                         |
|    | Полковник     | Георги Марчин       | към 1904                     |
|    | Полковник     | Атанас Тодоров      | към 1905                     |
|    | Подполковник  | Иван Петров         | 1911                         |
|    | Полковник     | Никола Крунев       | 1912 – 1913                  |
|    | Полковник     | Владимир Данев      | 1915 – 1917                  |
|    | Полковник     | Христо Лефтеров     | Първа световна война         |
|    | Полковник     | Панайот Ангелов     | през войните                 |
|    | Полковник     | Гурко Мархолев      | 1922 – 1923?                 |
|    | Полковник     | Никола Бакърджиев   | 1925                         |
|    | Подполковник  | Цоко Коев           | от 1927                      |
|    | Полковник     | Никола Стайчев      | до 23 септември 1928         |
|    | Подполковник  | Сава Векилов        | 1930 – 1933                  |
|    | Генерал-майор | Тодор Георгиев      | от 13 май 1934               |
|    | Подполковник  | Михаил Захариев     | 1934 – 1935 (и.д.)           |
|    | Подполковник  | Никола Костов       | 1935 – 1936?                 |
|    | Подполковник  | Иван Тодоров        | 1936 – 1936                  |
|    | Полковник     | Славчо Кирчев       | 1936 – 1941?                 |
|    | Подполковник  | Станю Пиперков      | 1942 – 1945?                 |
|    | Полковник     | Иван Шехтанов       | от 1945                      |
|    | Полковник     | Асен Тороманов      | 1945 – 1945                  |
|    | Подполковник  | Александър Найденов | 1946 – 1947?                 |

Други командири: Марин Куцаров, Стано Петров, полк. Никола Бояджиев, Александър Пенев